# Praefectus Alexandreae et Aegypti
De praefectus Alexandreae et Aegypti in Egypte, stond aan het hoofd van het bestuur van de provincia Alexandria et Aegyptus. Hierin onderscheidde het bestuur van de provincie zich van dat in de rest van het Romeinse Rijk.

## Equites
In de regel kwam hij uit de stand van de equites. Vaak was hij een oud-praefectus annonae. De provincia Alexandria et Aegyptus was voor het Romeinse Rijk van groot belang doordat hier veel graan werd verbouwd dat naar Rome verscheept werd. Vermoedelijk is dit ook de reden waarom het hoge ambt van praefectus over de provincie alleen open stond voor equites, niet voor de hogere stand van de patriciërs. Patriciërs mochten de provincia zelfs alleen aandoen met toestemming van de keizer, een toestemming die slechts zelden verleend werd. Het risico van een staatsgreep was bij patriciërs immers groter dan bij equites. Aanvankelijk gold het ambt als het hoogste wat iemand uit de equites kon bereiken, maar vanaf ongeveer 70 na Chr. kreeg het ambt van praefectus praetorio nog iets meer aanzien.
De praefectus Alexandreae et Aegypti werd benoemd door de keizer zelf. Zijn ambtsperiode kon verschillen. Veel keizers hanteerden ambtsperioden van twee of drie jaar, maar bijvoorbeeld keizer Tiberius ging uit van veel langere ambtstermijnen (in overeenstemming met zijn benoemingsbeleid bij andere ambten). 

## Residentie
De praefectus had zijn residentie in Alexandrië, hoewel hij ook vaak in andere delen van Egypte verbleef.

## Ambtenaren
In zijn taak werd de praefectus bijgestaan door:
- Procuratores: equites lager in rang en de meest directe ambtenaren van de praefectus
- Epistrategoi: drie equites lager in rang met elk een apart Egyptisch district. Het ambt van epistrategos dateerde nog uit de Ptolemeïsche tijd en de Romeinen namen het over.
- Ideologus: dit was de fiscale ambtenaar voor aangeslagen goederen en voor douane; later had hij ook hogepriesterlijke taken. Dit ambt bestond ook reeds in de tijd van de Ptolemeën en werd door Strabo beschreven in zijn Geographika.

Ook stonden de in Egypte gestationeerde legioenen ter beschikking van de praefectus, zoals bijvoorbeeld het 22e Legioen.